# Língua komering

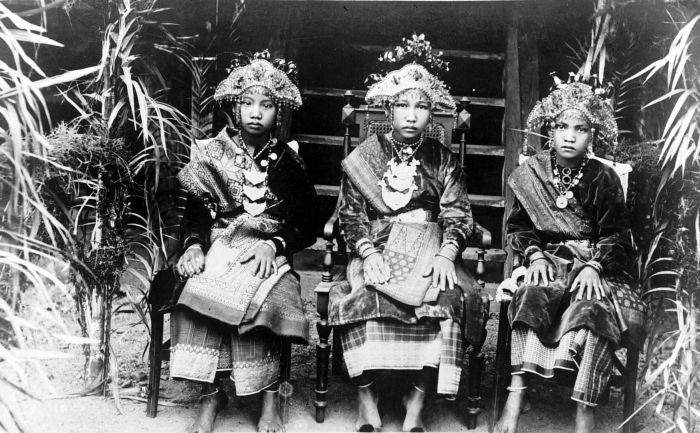
Três meninas Komering ein 1929

Komering é uma língua Malaio-Polinésia falada pot cerca de 470 pessoas no sul de Sumatra, Indonésia,

## Geografia
Komering é falada em Lampung, Sumatra Meridional, ao longo do rio  Komering em . Ogan Komering Ulu Selatan, Ogan Komering Ulu Timur, Ogan Komering Ulu, Ogan Ilir

## Classificação
Komering pertence ao grupo das línguas Lampung, um dos grupos dentro do ramo das línguas malaio-polinésias das família austronésia. Walker considera Komering como um mero dialeto, apresentandoa  Lampung como uma única língua em vez de um grupo de línguas; outros o tratam como um dialeto especificamente de Lampung Api.

## Dialetos
Os dialetos são Alto rio Komering, baixo rio Komering, Kayu Agung Asli e Kayu Agung. .

## Escritas
A língua usa a escrita árabe Jawi, e o alfabeto latino completo de 26 letras

## Fonologia

### Consoantes
|                   |             | Labial | Alveolar | Palatal | Velar | Glotal |
| ----------------- | ----------- | ------ | -------- | ------- | ----- | ------ |
| Nasal             | Nasal       | m      | n        | ɲ       | ŋ     |        |
| Plosiva/ Africada | surda       | p      | t        | tʃ      | k     | ʔ      |
| Plosiva/ Africada | sonora      | b      | d        | dʒ      | ɡ     |        |
| fricativa         | fricativa   |        | s        |         |       | h      |
| Lateral           | Lateral     |        | l        |         |       |        |
| Vibrante          | Vibrante    |        | r        |         |       |        |
| Aproximante       | Aproximante | w      |          | j       |       |        |

Uma fricativa sonora /z/ também ocorre, mas apenas como resultado de palavras estrangeiras.

### Vogais
|         | Front | Central | Posterior |
| ------- | ----- | ------- | --------- |
| Fechada | i     |         | u         |
| Medial  |       |         | o         |
| Aberta  |       | a       |           |

## Vocabulário
Exemplos de palavras básicas do Komering:
| Português | Komering | Indonésio/Malaio       |
| --------- | -------- | ---------------------- |
| árvore    | kayu     | kayu ("madeira")       |
| cinzas    | habu     | abu                    |
| mundo     | tanoh    | tanah                  |
| relva     | jukuk    | rumput                 |
| ovo       | hatolui  | telur                  |
| três      | tolu     | tiga                   |
| cinco     | lima     | lima                   |
| chuva     | hujau    | hujan                  |
| roubar    | hambur   | hambur ("desperdiçar") |
| four      | pak      | empat                  |
| agora     | ganta    | sekarang               |
| novo      | ompai    | baru                   |
| galinha   | sisu     | ayam                   |
| ave       | manuk    | burung                 |

## Amostra  de texto
Paija, hurik da maranai sai golarna Serunting. Suatu harani Serunting botik rik morli ditiuh na. Morli tiyuh sina ho uwat adik golarna Arya Tebing. Arya Tebing rik Serunting ngaduh kobun sai borak, kobun sina tibagi jadi rua. Suatu harani Arya Tebing tihuwang ngaliak kulak emas di kobun na, Tapi di bagian Serunting bih ditumbuhi kulak biaso.
Árabe Jawi
ڤايجا حوريک دا مراناي سي گولار ن سرونتيڠ. سواتو حاراني سرونتيڠ بوتيک ريک مورلي دي تيوه ن. مورلي تيوه سينا وات اديک گولار ن اريا تبيڠ. اريا تبيڠ ريک سرونتيڠ ڠادوه كوبون سي بوراک، كوبون سينا تيباگي جادي روا. سواتو حاراني اريا تبيڠ تيحواڠ ڠالياک كولاک ماس دي كوبون ن، تاڤي دي باگيان سرونتيڠ بيه دي تومبوهي كولاک بياسو.
Português
Era uma vez um jovem chamado Serunting. Um dia Serunting se casou com uma garota da aldeia, a garota da aldeia tinha uma irmã chamada Arya Tebing. Arya Tebing e Serunting têm um grande jardim, o jardim é dividido em dois. Um dia Arya Tebing ficou surpresa ao ver o Cogumelo Dourado em seu jardim, enquanto na seção Serunting apenas cogumelos comuns cresciam.

## Ligações  externas
- Komering em Omniglot.com
- Komering em Ethnologue